# Contea di McMinn
La contea di McMinn in inglese McMinn County è una contea dello Stato del Tennessee, negli Stati Uniti. La popolazione al censimento del 2000 era di 49 015 abitanti. Il capoluogo di contea è Athens.